# Брюггинк, Арнольд
А́рнольд Брю́ггинк (нидерл. Arnold Bruggink; род. 24 июля 1977, Алмело, Оверэйссел) — нидерландский футболист, атакующий полузащитник. Наиболее известен по выступлениям за клубы «Твенте», ПСВ, «Ганновер 96» и за сборную Нидерландов. Трёхкратный чемпион Нидерландов и двукратный победитель Кубка Нидерландов. Рекордсмен по количеству матчей за молодёжную сборную Нидерландов.

## Клубная карьера
Профессиональную карьеру Брюггинк начал в клубе «Твенте», в основной команде которого он дебютировал в 1993 году. Проведя в «Твенте» 4 сезона, он в 1997 году перешёл в один из грандов голландского футбола ПСВ. В ПСВ Брюггинк провёл 6 лет, которые стали наиболее успешными в его карьере, в эти годы он трижды со своим клубом становится чемпионом Нидерландов, а в 2000 году он получает награду как самый талантливый молодой игрок Нидерландов и дебютирует в национальной сборной. В 2003 году он покидает ПСВ и впервые в своей карьере отправляется в иностранный клуб, испанскую «Мальорку», проведя в ней лишь один сезон Брюггинк возвращается в Нидерланды, перейдя в «Херенвен». В 2006 году он второй раз в карьере переходит в иностранный клуб, в немецкий «Ганновер 96», на этот раз Брюггинк задержался за границей, проведя в Ганновере четыре сезона. В 2011 году Брюггинк завершил карьеру в своём родном «Твенте».

## Карьера в сборной
В составе национальной сборной Брюггинк провёл два матча в 2000 году, отборочный матч к чемпионату мира 2002 со сборной Ирландии и товарищескую игру со сборной Испании.

## Статистика

### Матчи Брюггинка за сборную Нидерландов
| Матчи Брюггинка за сборную Нидерландов | Матчи Брюггинка за сборную Нидерландов | Матчи Брюггинка за сборную Нидерландов | Матчи Брюггинка за сборную Нидерландов | Матчи Брюггинка за сборную Нидерландов | Матчи Брюггинка за сборную Нидерландов |
| -------------------------------------- | -------------------------------------- | -------------------------------------- | -------------------------------------- | -------------------------------------- | -------------------------------------- |
| №                                      | Дата                                   | Соперник                               | Счёт                                   | Голы Брюггинка                         | Соревнование                           |
| 1                                      | 2 сентября 2000                        | Ирландия                               | 2:2                                    | —                                      | Чемпионат мира 2002 (отбор)            |
| 2                                      | 15 ноября 2000                         | Испания                                | 2:1                                    | —                                      | Товарищеский матч                      |

Итого: 2 матча / 0 голов; 1 победа, 1 ничья, 0 поражений.

## Достижения
«ПСВ»
- Чемпион Нидерландов (3): 2000/01, 2001/02, 2002/03
- Обладатель Кубка Нидерландов (2): 2000/01, 2001/02